# Rostrenen
Rostrenen (bret. Rostrenenn) – miejscowość i gmina we Francji, w regionie Bretania, w departamencie Côtes-d’Armor.
Według danych na rok 1990 gminę zamieszkiwały 3664 osoby, a gęstość zaludnienia wynosiła 114 osób/km² (wśród 1269 gmin Bretanii Rostrenen plasuje się na 133. miejscu pod względem liczby ludności, natomiast pod względem powierzchni na miejscu 241.).